# Triángulo ascendente
El triángulo ascendente, en análisis técnico de valores, está compuesta de una base zigzag, donde se puede localizar al menos dos máximos del mismo nivel -resistencia- y dos mínimos relativos ascendentes -el segundo mayor que el primero-. Esta figura, que se aprecia en mercados de tendencia alcista, implica o supone un descanso lateral dentro de la tendencia existente.
El objetivo del triángulo se calcula midiendo la altura del triángulo, -la distancia entre las dos líneas de tendencia tomada desde el punto uno-. Esta distancia se proyecta desde el punto donde el precio perfora la formación, es decir la línea horizontal, y otorga un objetivo mínimo de hasta donde continuará la tendencia.
El momento de corte del triángulo se deberá producir antes de las 2/3 partes de la longitud del triángulo, siendo el objetivo del precio se estima realizando una paralela desde el primer máximo a la línea directriz alcista, esperando que el precio del valor corte dicha línea.